# The Fuel of Life
The Fuel of Life er en amerikansk stumfilm fra 1917 af Walter Edwards.

## Medvirkende
- Belle Bennett som Angela De Haven.
- Eugene Burr som Rader.
- Texas Guinan som Violet Hilton.
- Tom Guise som Goldman.
- Edward Hayden som Creede.